# Thuyền độc mộc

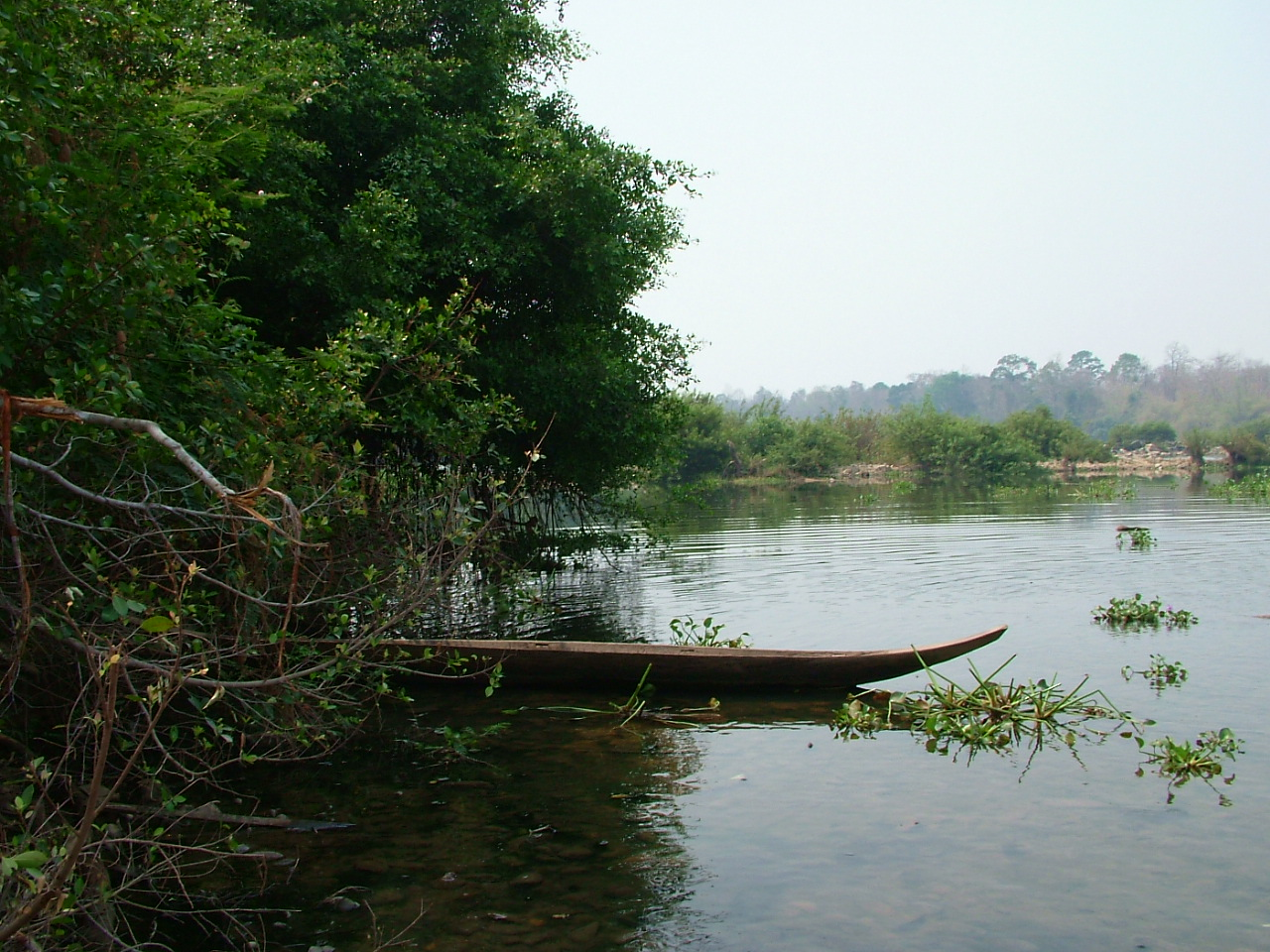
Thuyền độc mộc trên sông Srêpốk, đoạn qua Bản Đôn

Thuyền độc mộc là một dạng thuyền truyền thống có lịch sử từ lâu đời; có những chiếc thuyền cổ tại Đức đã được giới khảo cổ phát hiện và định tuổi vào khoảng thời đại đồ đá. Cho đến nay, thuyền độc mộc vẫn đước sử dụng ở nhiều nơi trên thế giới; ở Việt Nam nó cũng còn phổ biến ở các vùng như Tây Nguyên, Đông Bắc...Ví dụ: Ở Bắc Kạn, trên dòng sông Năng (qua địa phận vườn quốc gia Ba Bể), người ta còn thấy loại thuyền này được sử dụng bởi dân tộc Tày trong việc di chuyển cá nhân hay đánh bắt thủy sản. 
Thuyền độc mộc có lẽ do bắt nguồn từ việc người ta lợi dụng những thân cây nguyên vẹn có sức nổi để phục vụ nhu cầu di chuyển. Về sau thân cây đã được đẽo gọt để thêm sức nâng và bớt lực cản của nước khi di chuyển. Trong các tài liệu thời Hy Lạp cổ đại, loại thuyền này được gọi là monoxylon (trong tiếng Hy Lạp mono là "đơn, một" và xylon là "cây"); các thuyền của các bộ tộc Đức cổ có tên là Einbaum (trong tiếng Đức ein có nghĩa là "một" và baum là "cây") trong khi các dân tộc bản địa tại Bắc Mỹ gọi loại thuyền này là "thuyền dài".

## Cách chế tác

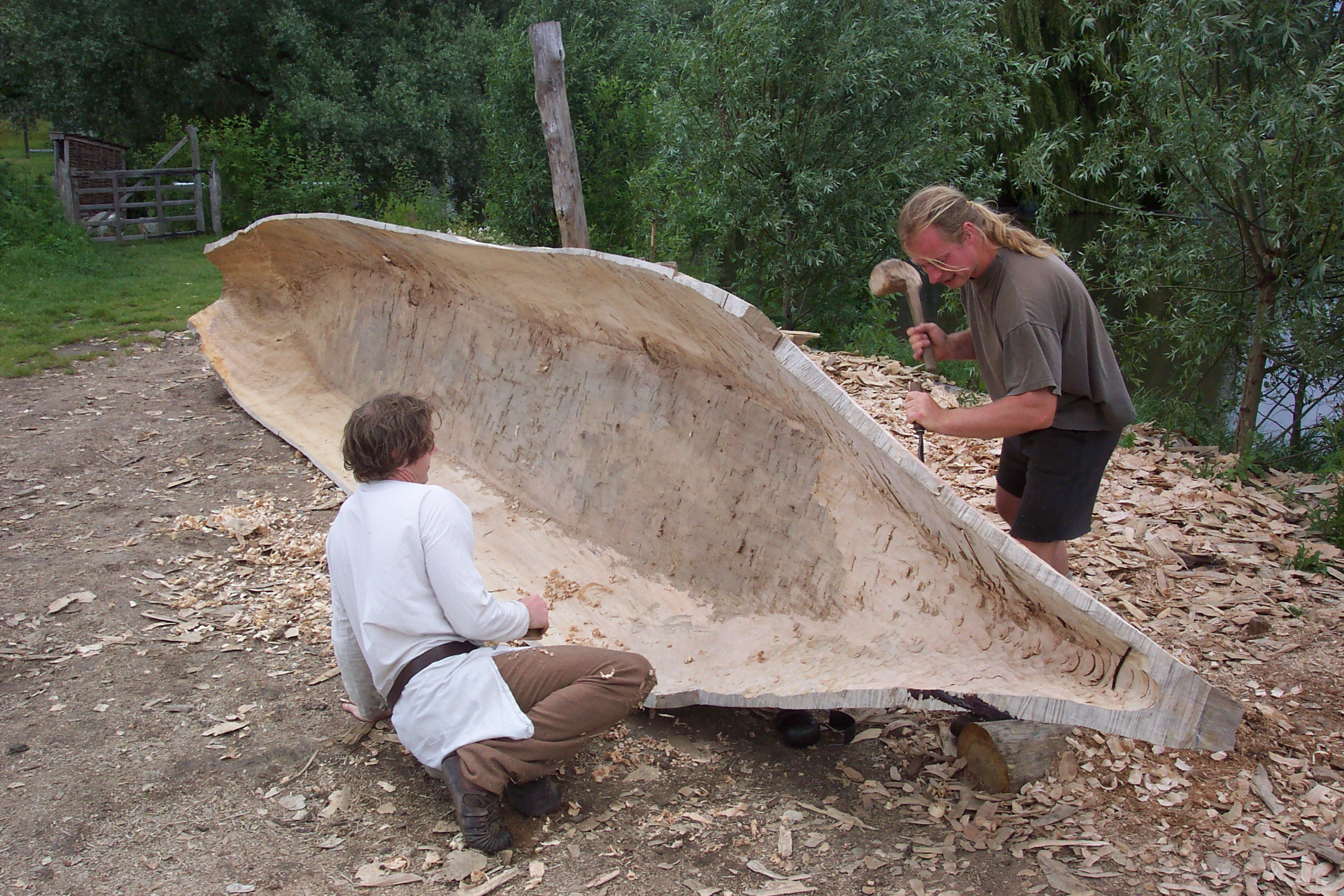
Làm một chiếc thuyền độc mộc theo phương pháp cổ truyền

Thuyền độc mộc được đục từ một thân cây lớn gỗ lớn nguyên vẹn, thường là những loại cây gỗ chịu nước và có tỉ trọng nhỏ so với nước như gỗ sao...
Người chế tác dùng rìu đẽo rỗng phần ruột cây và tạo hình thuyền theo hình dáng định sẵn; trước khi các vật dụng bằng kim loại được chế tạo, thân cây được đục rỗng bằng cách đốt. Thường là mỗi dân tộc lại có một kiểu thuyền truyền thống. Làm thuyền độc mộc rất khó vì phần vỏ phải mỏng nhưng thuyền vẫn phải chắc để có thể chịu đựng sức đập của các thác, các sóng (đặc biệt là sóng biển) vì vậy cần có sự khéo tay và tỷ mỉ, kì công nên ít người làm được. Hiện nay cây gỗ lớn, thích hợp ngày càng khó kiếm nên việc làm thuyền cũng trở nên hiếm hoi.

## Theo vùng và quốc gia

### Việt Nam
Đây là một nét văn hoá rất đặc sắc lại là một công cụ lao động gần gũi hằng ngày của đồng bào các dân tộc thiểu số sinh sống trên lưu vực các con sông và các hồ ở vùng cao như Tây Nguyên, Tây Bắc.
Kỉ lục về thuyền độc mộc: Chiếc thuyền độc mộc được xem là lớn nhất Việt Nam và có lẽ là của cả thế giới là chiếc thuyền độc mộc đang được trưng bày ở khu du lịch vườn Troh Bư Buôn Đôn. Thuyền có chiều dài là 9m và bề ngang là 1,75m. Thuyền do Nai Nen Lào, một nghệ nhân đẽo thuyền độc mộc nổi tiếng của vùng Buôn Đôn đẽo trong thời gian 6 tháng và hoàn thành vào giữa năm 1998. Thuyền được đục đẽo từ 1 khúc thân cây gỗ sao nguyên vẹn của vườn quốc gia Ýok Đôn. Đường kính của cây gỗ này là 2m và chỉ tính riêng đoạn thân gỗ làm thuyền này đã có thể tích là 27m3.
Tuy nhiên hiện nay danh từ "thuyền độc mộc" không còn được sử dụng đúng nghĩa, điều này có thể kiểm chứng khi tìm trên Google. Rất nhiều nơi người ta gọi tất cả các loại thuyền nhỏ, bằng gỗ có dáng mảnh là thuyền độc mộc.

### Bắc Mỹ

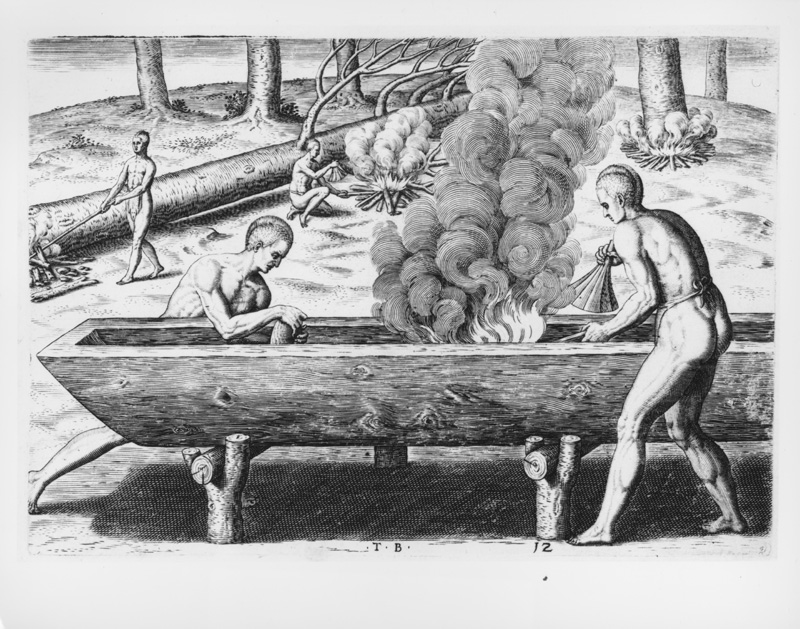
Người thổ dân Bắc Mỹ đang làm một chiếc thuyền, 1590

## Thư viện ảnh

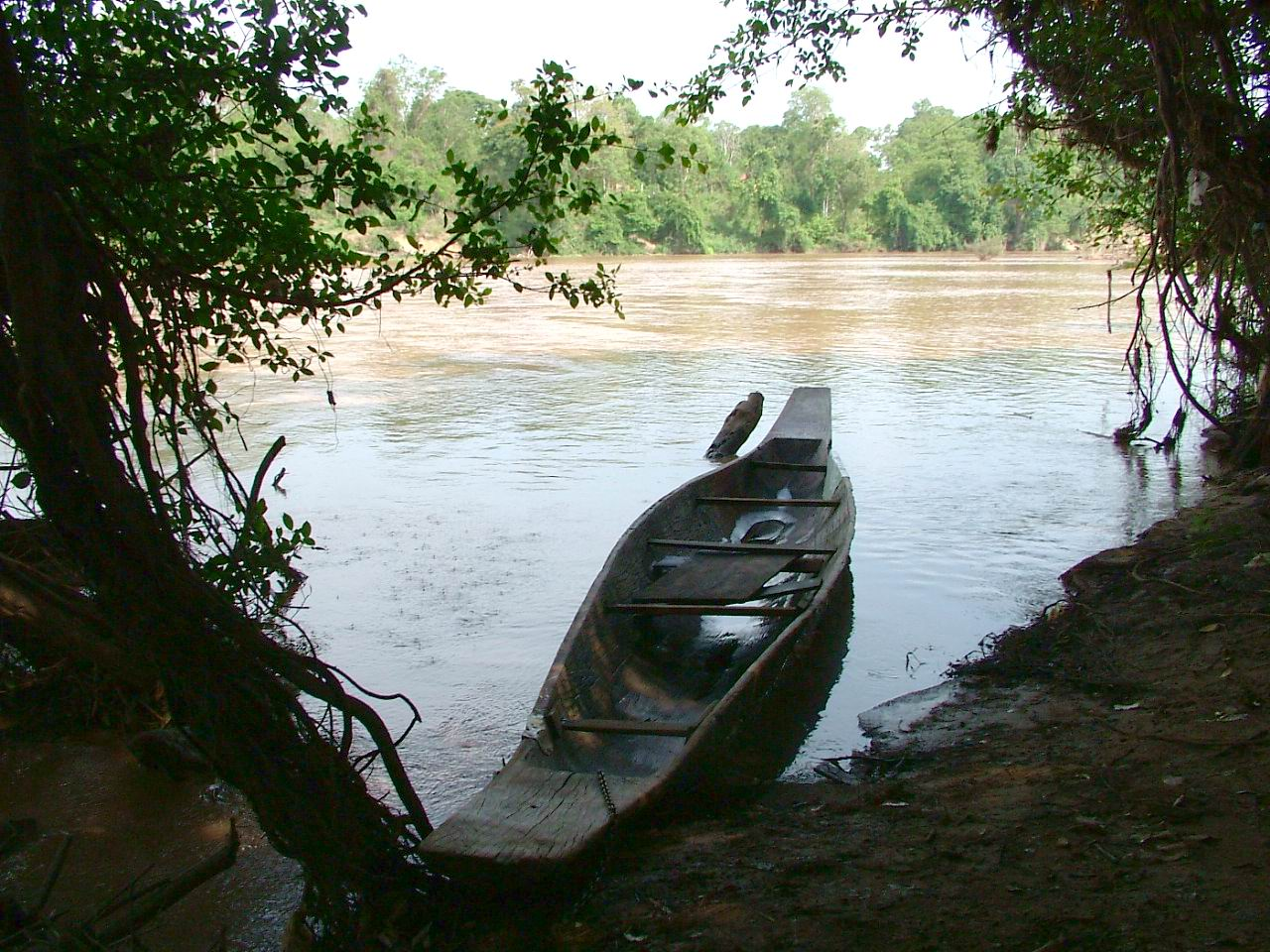
Thuyền độc mộc của người Ê đê ở Bản Đôn, Đắk Lắk
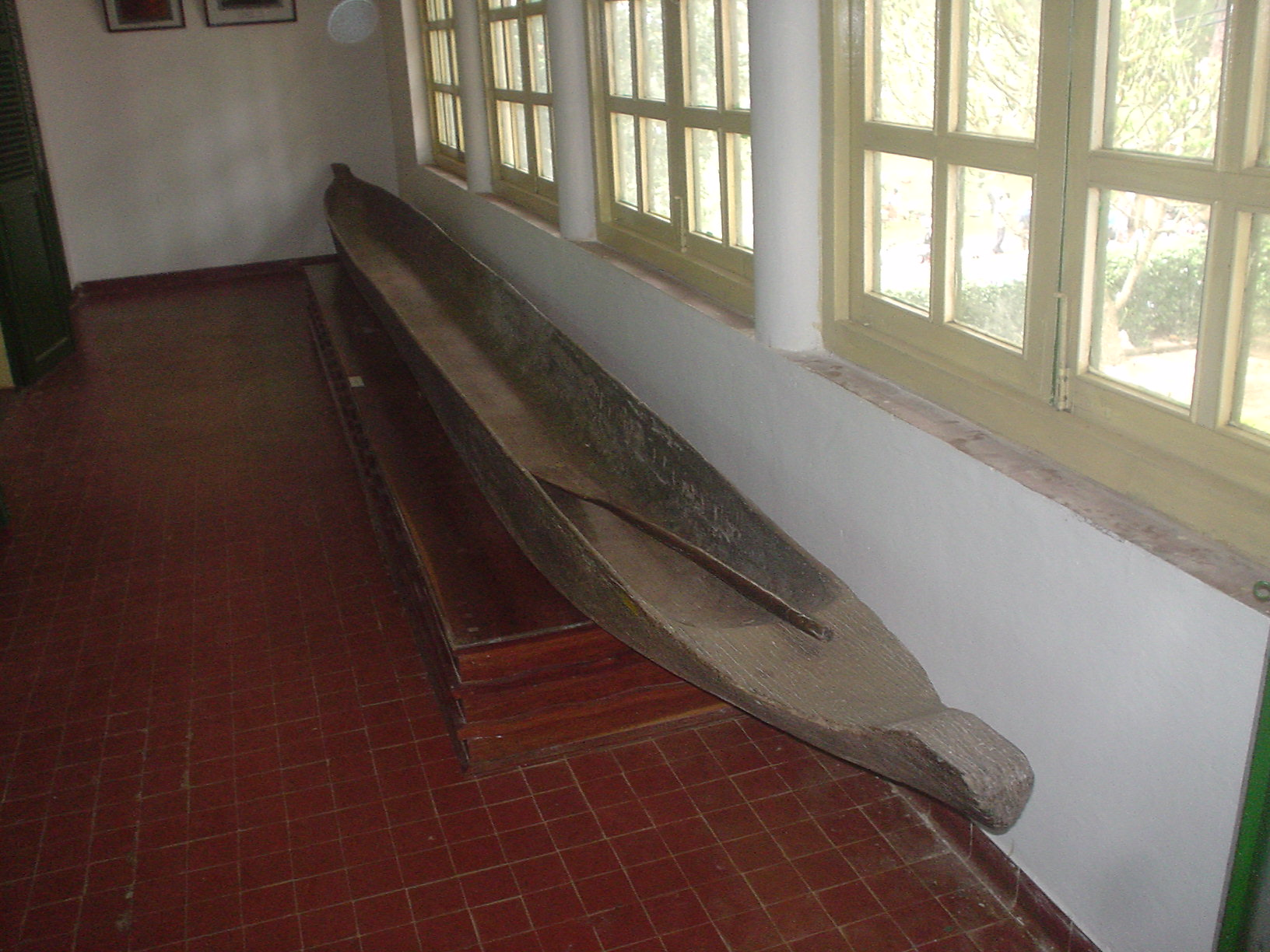
Thuyền độc mộc của người M'Nông trong Bảo tàng Đắk Lắk
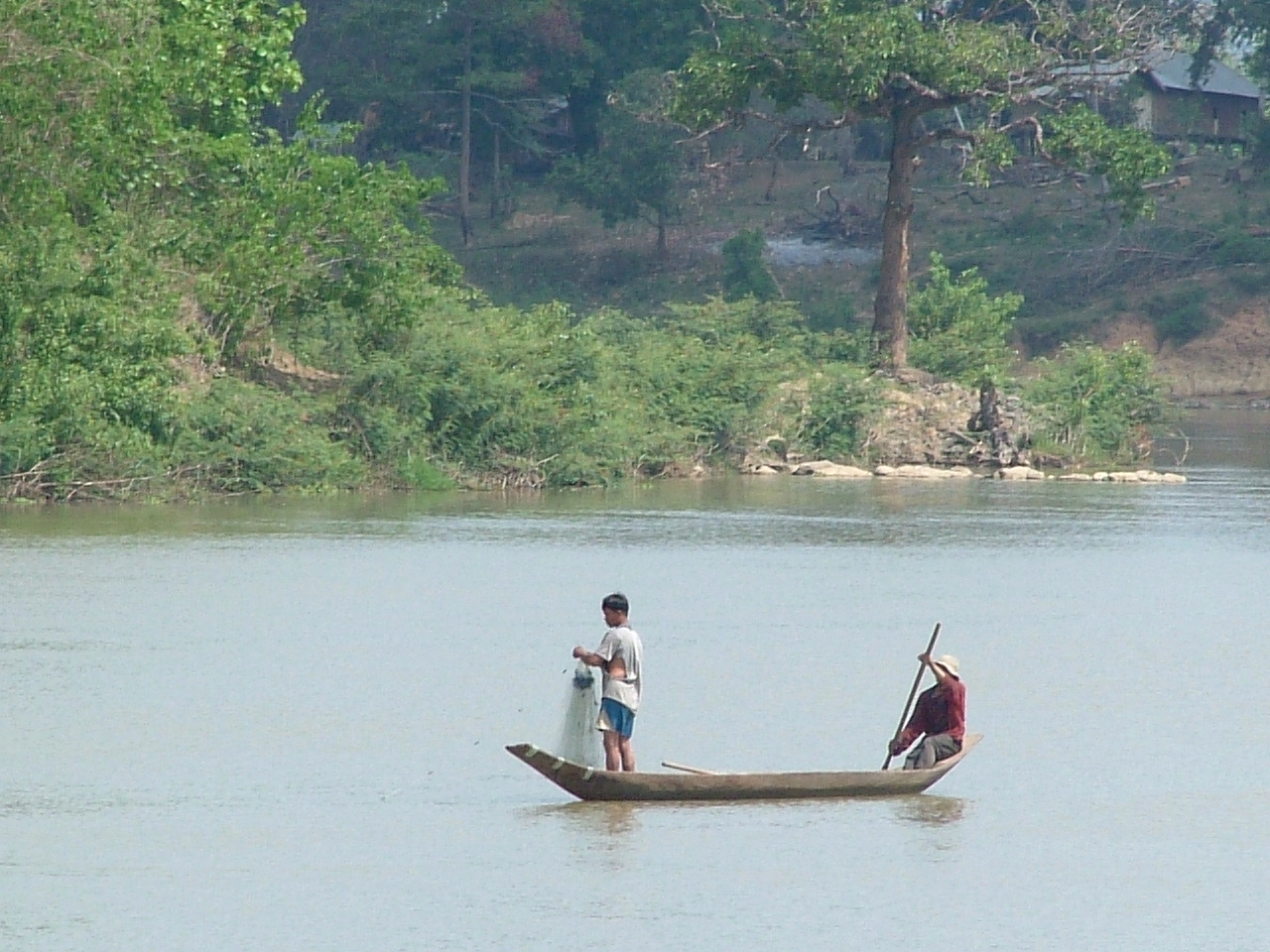
Dùng thuyền độc mộc đánh bắt cá trên sông Srêpốk
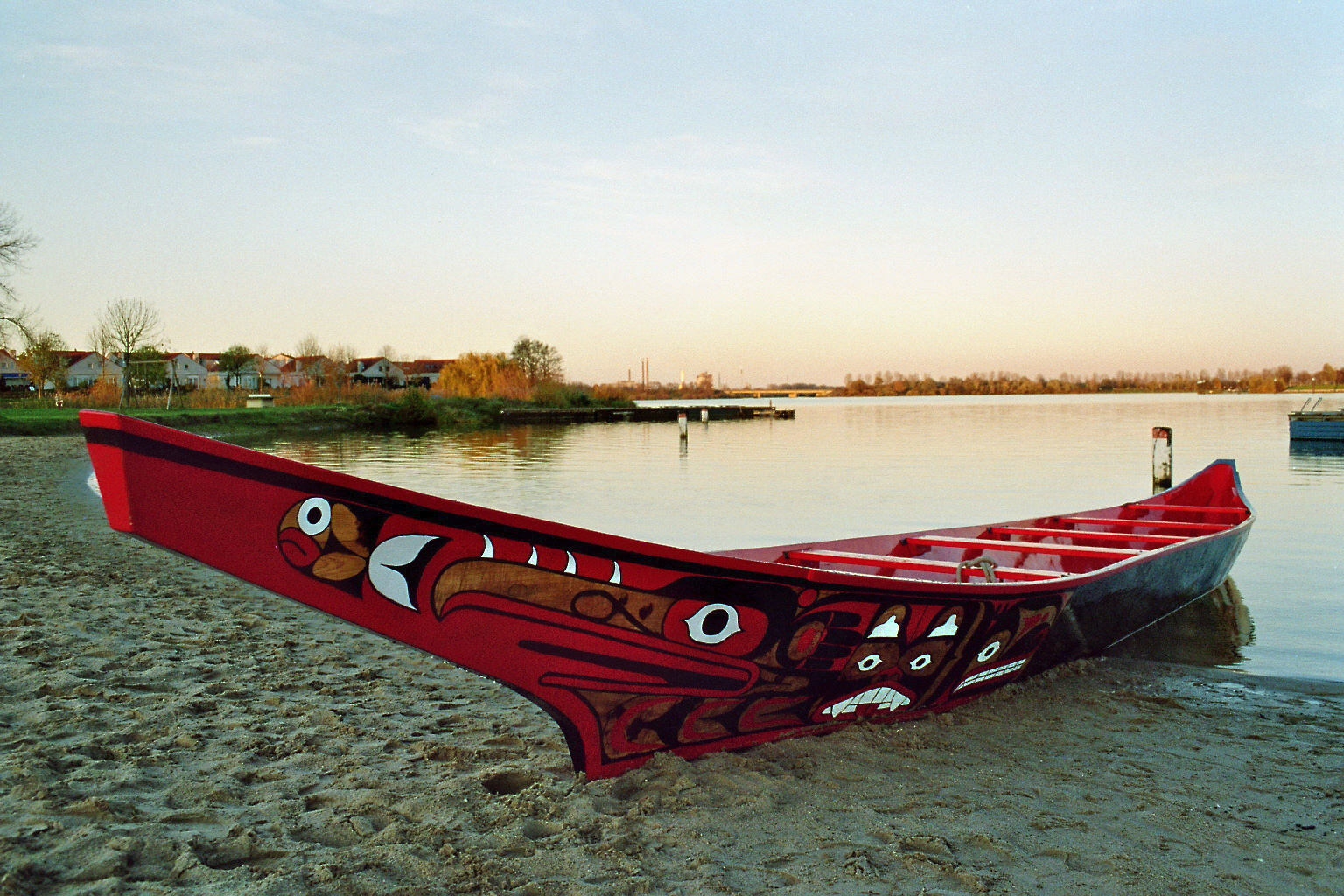
Thuyền độc mộc đi biển và các hoa văn của một dân tộc vùng Tây Bắc của Bắc Mỹ